# Fusicladium catenosporum
Fusicladium catenosporum är en svampart som först beskrevs av Butin, och fick sitt nu gällande namn av Ritschel & U. Braun 2003. Fusicladium catenosporum ingår i släktet Fusicladium och familjen Venturiaceae.   Inga underarter finns listade i Catalogue of Life.